# Dokonalá skrýš (film)
Dokonalá skrýš (v originále Stash House) je americký akční thriller z roku 2012, který režíroval Eduardo Rodríguez. Ve filmu hrají Sean Faris, Briana Evigan, Dolph Lundgren a Jon Huertas. Film byl ve Spojených státech uveden jak v vybraných kinech, tak i prostřednictvím Video on Demand dne 11. května 2012.

## Děj
Mladý pár David a Amy Nashovi po nastěhování do nového domu objeví ve zdi skrýš s drogami. Jakmile se pokusí oznámit svůj nález na policii, navštíví je "soused" Andrew Spector. Ukáže se, že tento dům kdysi patřil největšímu drogovému dealerovi a nyní o obsah skrýše soupeří na život a na smrt jeho bývalí spolupracovníci, mafie a další zločinci. Aby David a Amy přežili, budou muset sebrat veškerou svou vůli a projevit nevídanou vynalézavost.

## Obsazení
- Sean Faris jako David Nash
- Briana Evigan jako Amy Nash
- Dolph Lundgren jako Andy Spector
- Jon Huertas jako Ray Jaffe
- Richard Holden jako Millard Hanson
- Alyshia Ochse jako Trish Garrety